# Beaucens
Beaucens is een gemeente in het Franse departement Hautes-Pyrénées (regio Occitanie) en telt 416 inwoners (2005). De plaats maakt deel uit van het arrondissement Argelès-Gazost.

## Geografie
De oppervlakte van Beaucens bedraagt 38,6 km², de bevolkingsdichtheid is 10,8 inwoners per km².

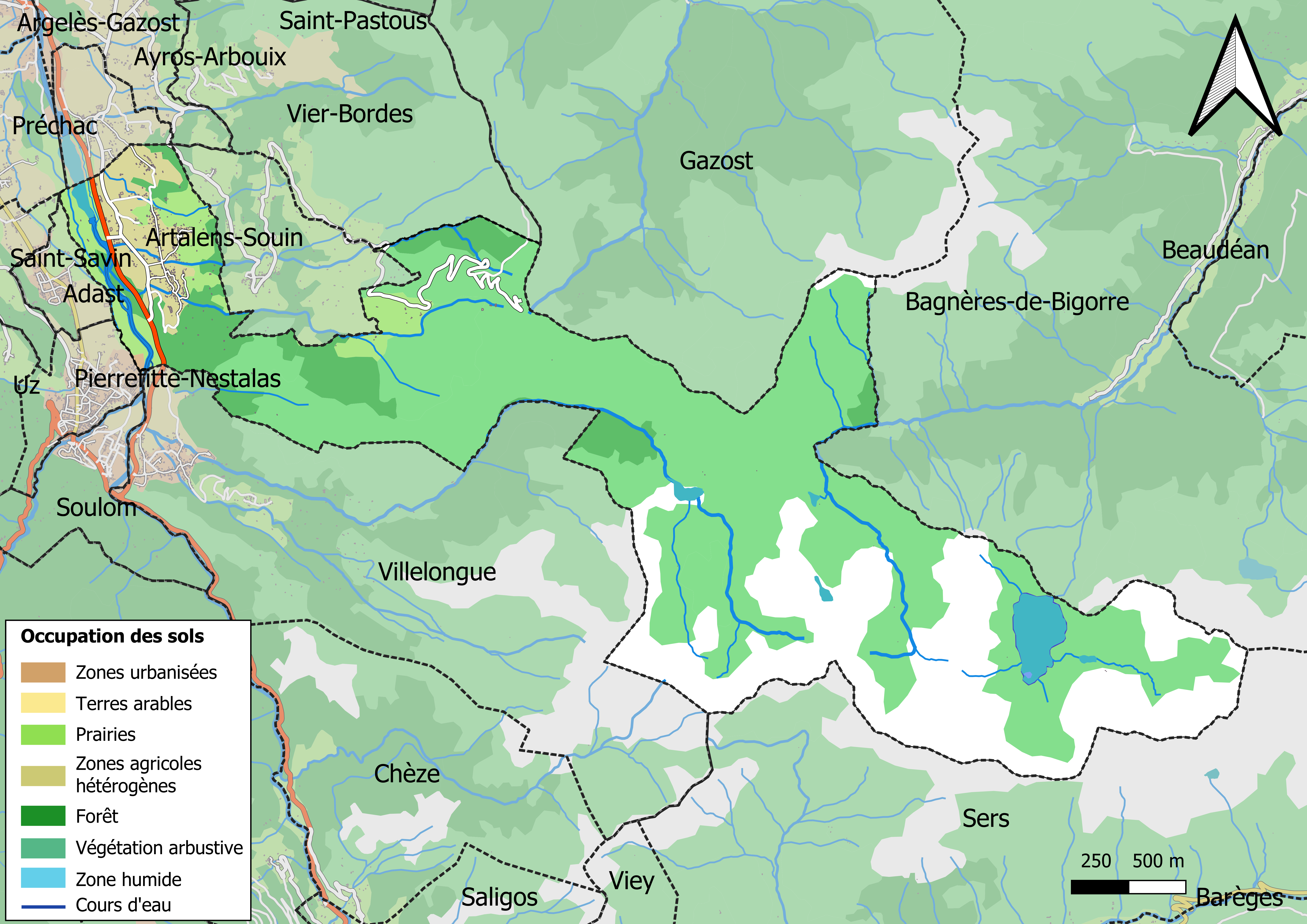
Kaart van de gemeente met belangrijkste infrastructuur, bodemgebruik en omliggende gemeenten

## Demografie
Onderstaande figuur toont het verloop van het inwonertal (bron: INSEE-tellingen).